# Pietro Milioni
Pietro Milioni o Millioni (Roma, segle xvii) fou un guitarrista i compositor. Se sap poc de la seva vida.
Va publicar tres llibres per a autoaprendre a tocar la guitarra, on fa servira la notació musical de la tabulatura. Els va escriure en col·laboració amb el guitarista bolonyès Lodovico Monte del qual no se sap gaire res més. L'obra va tenir èxit i se'n van fer diverses reedicions a Roma. La primera edició que se'n va conservar és la Quarta impressione del primo, secondo, et terzo libro d'intavolatura, per la impremta de Guglielmo Faciiotti del 1627. Segons Marin Mersenne, la primera edició de l'obra dataria del 1624.

## Obres
- Il primo, secundo e terzo libro d'intavolatura, sopra i quali ciascuna da se medesimo puo imparare a suonare di chitarra spagnola, accordare, faré il trillo, il ripicco e anco trasmutar sonate da una lettera all'altra corispondente (llibre electrònic) (en italià), 1627.[Enllaç no actiu]